# Легіон (Житомир)
«Легіон» — аматорський спортивний футбольний клуб з міста Житомира. З 2004 року виступає у Чемпіонаті Житомирської області.

## Досягнення
- Чемпіон Житомирської області (1) — 2011
- Бронзовий призер чемпіонату Житомирщини (1) — 2007
- Переможець Кубка Житомирської області з футболу (4) — 2008, 2009, 2011, 2012
- Володар кубку міста Житомир (2) — 2003, 2008
- Чемпіон міста Житомир (2) — 2004, 2005